# اچ‌ام‌ای‌اس کولاک
اچ‌ام‌ای‌اس کولاک (به انگلیسی: HMAS Colac) یک کشتی بود که طول آن ۱۸۶ فوت (۵۷ متر) بود. این کشتی در سال ۱۹۴۱ ساخته شد.